# Massiccio della Grande Casse
Il Massiccio della Grande Casse (detto anche Catena Grande Motte-Grande Casse-Bellecôte) è un gruppo montuoso delle Alpi Graie. Si trova nel dipartimento francese della Savoia. Prende il nome dalla Grande Casse.

## Collocazione

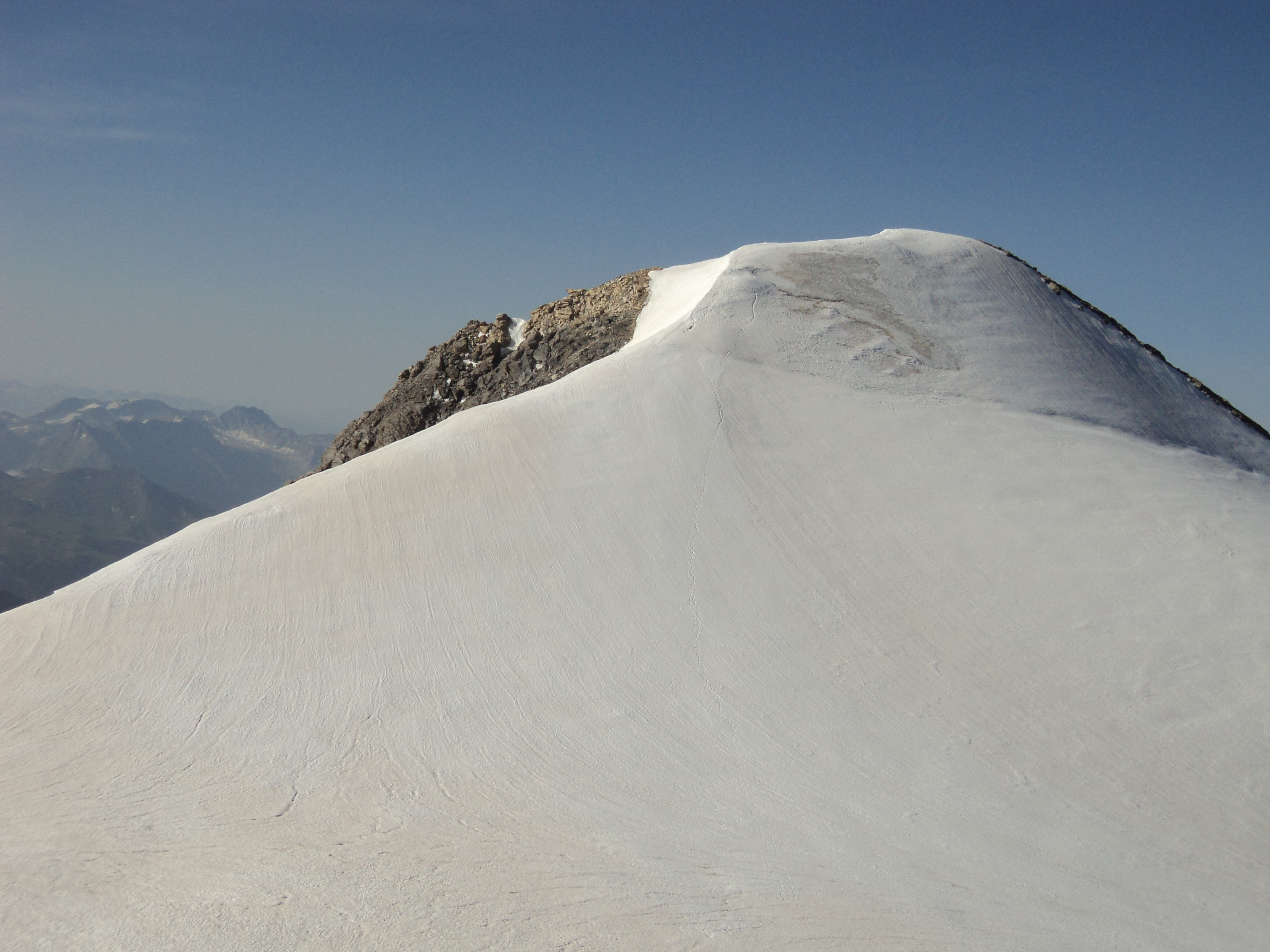
Pointe Mathews

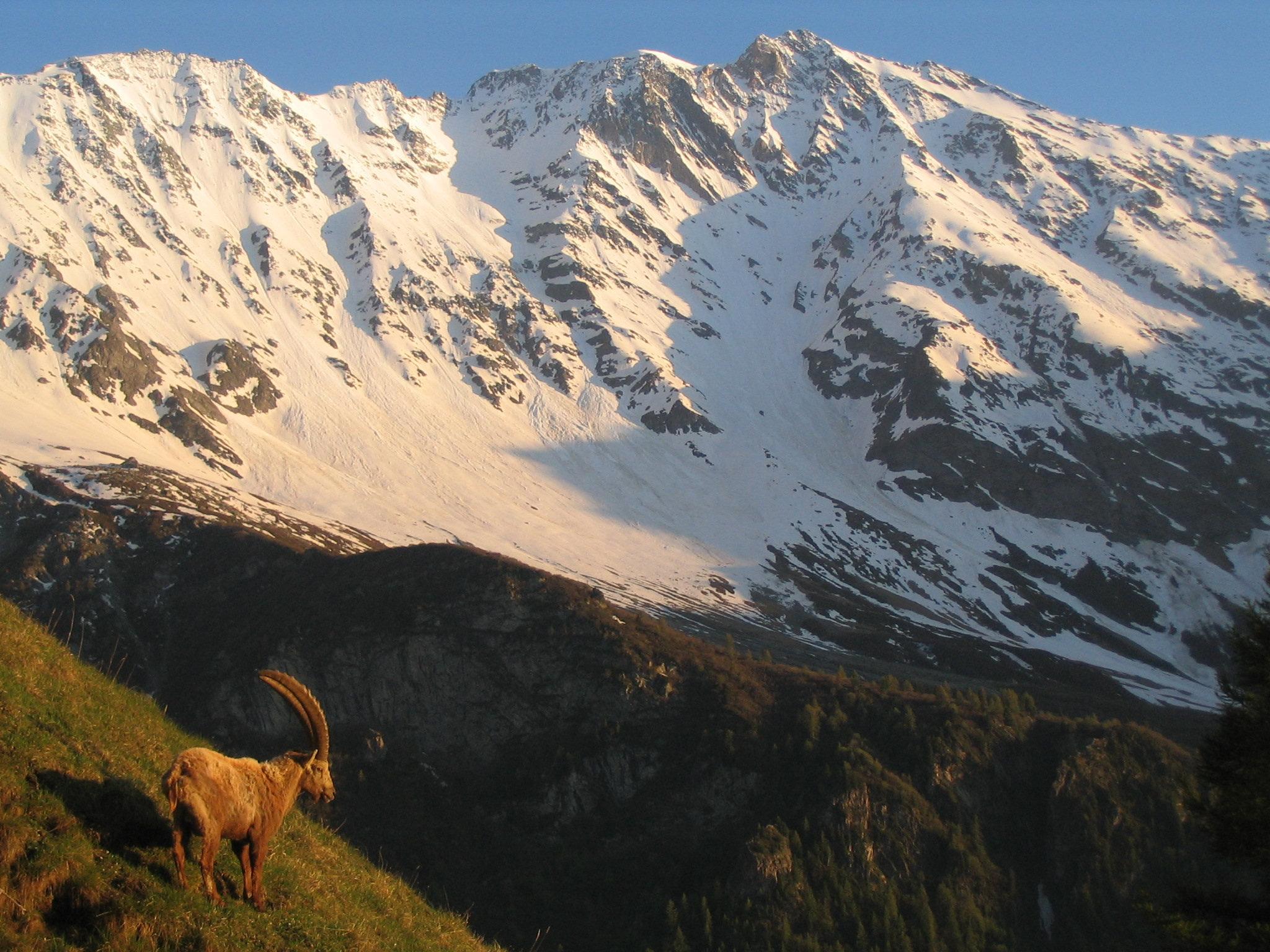
Bellecôte

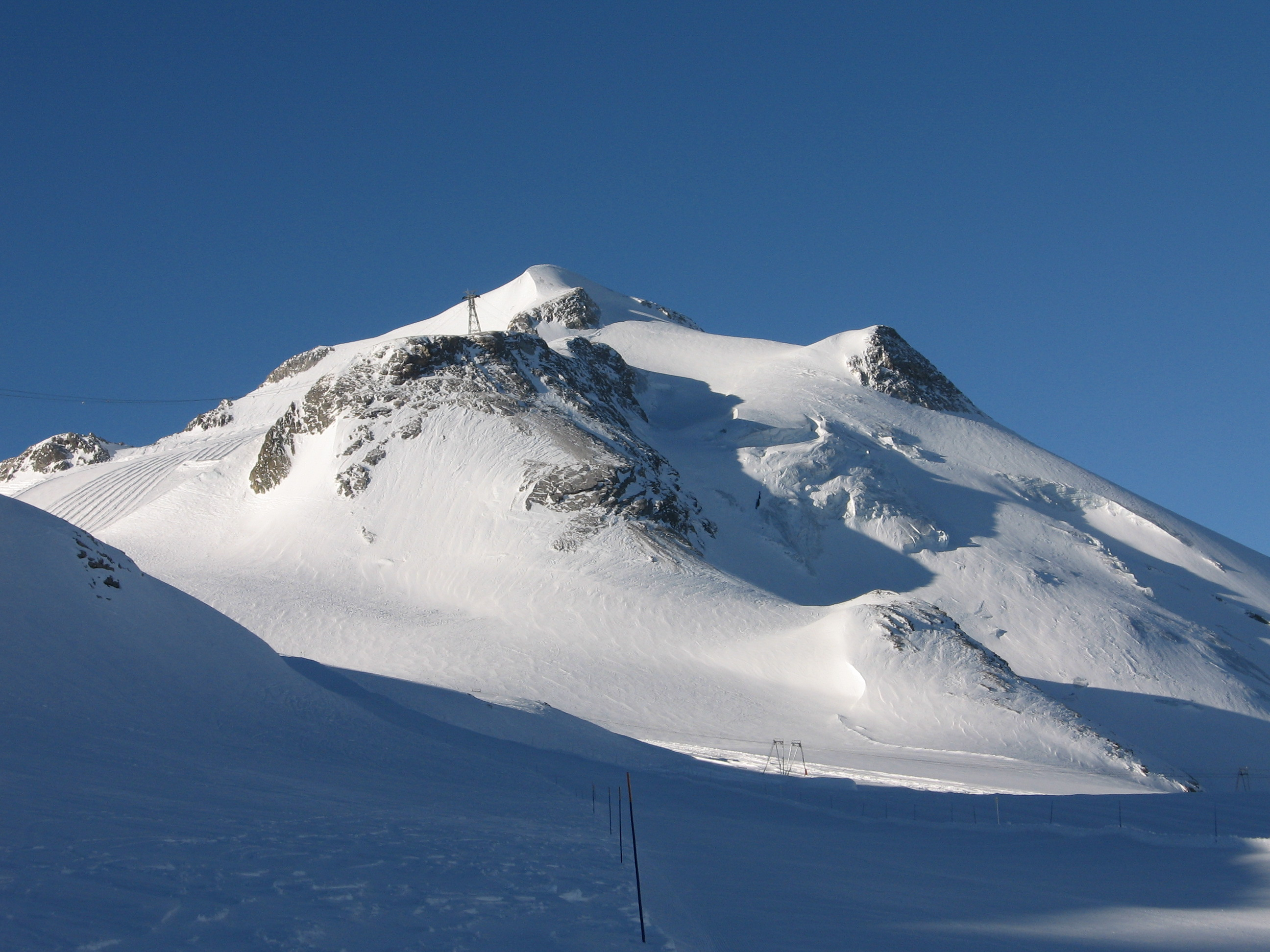
Grande_Motte

Il massiccio si colloca a nord del Colle della Vanoise che lo separa dal Massiccio della Vanoise; ad est il Colle della Leisse lo separa dal Massiccio dell'Iseran; sempre ad est il Col du Palet lo separa dal Massiccio del Monte Pourri; a nord è delimitato dal corso del fiume Isère e ad ovest confina con il Massiccio Gébroulaz.

## Classificazione
La SOIUSA definisce il Massiccio della Grande Casse come un supergruppo alpino e vi attribuisce la seguente classificazione:
- Grande parte = Alpi Occidentali
- Grande settore = Alpi Nord-occidentali
- Sezione = Alpi Graie
- Sottosezione = Alpi della Vanoise e del Grand Arc
- Supergruppo = Massiccio della Grande Casse
- Codice = I/B-7.II-B

## Suddivisione
Secondo la SOIUSA il massiccio è suddiviso in tre gruppi e sei sottogruppi:
- Gruppo della Grande Motte (3)
  - Nodo della Grande Motte (3.a)
  - Cresta della Vallaisonnay (3.b)
- Gruppo della Grande Casse (4)
  - Nodo della Grande Casse (4.a)
  - Cresta Vallonet-Grand Bec (4.b)
- Gruppo di Bellecôte (5)
  - Nodo della Cima di Bellecôte (5.a)
  - Cresta Punta del Tougne-Monte Jovet (5.b)

## Montagne

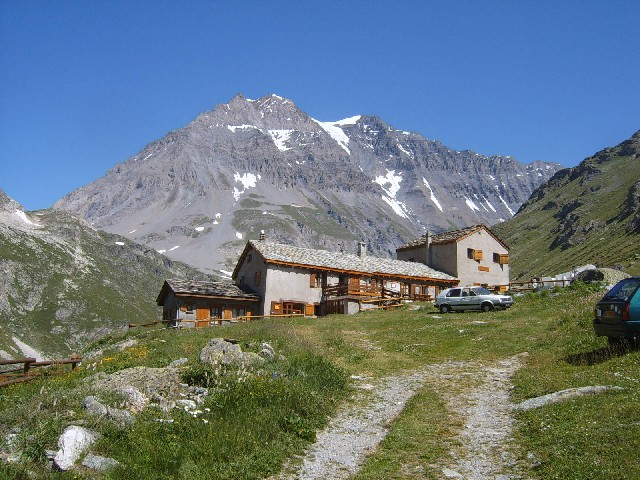
La Grande Casse (versante sud) ed in primo piano il Refuge d'Entre Deux Eaux.

Le montagne principali del gruppo sono:
- Grande Casse - 3.855 m
- Pointe Mathews - 3.783 m
- Grande Motte - 3.653 m
- Bellecôte - 3.417 m
- Grand Bec - 3.398 m
- Pointes de la Glière - 3.386 m
- Pointe du Vallonnet - 3.372 m
- Dôme des Pichères - 3.319 m
- Alliet - 3.109 m
- Pointe de la Vallaisonnay - 3.020 m
- Pointe du Tougne - 2.709 m
- Mont Jovet - 2.558 m